# Metaloproteinaza
Metaloproteinaza, ili metaloproteaza, je svaki proteazni enzim čiji katalitički mehanizam obuhvata metal. Primer takvog enzima je meltrin koji igra značajnu ulogu u fuziji mišićnih ćelija tokom razvića embriona, u procesu poznato kao miogeneza.
Za dejstvo većine metaloproteaza je neophodan cink, mada neki koriste kobalt. Metalni jon je koordiniran sa proteinom putem tri liganda. Ligandi koji koordiniraju metal metalni jon mogu da variraju između histidina, glutamata, aspartata, lizina, i arginina. Četvrtu koordinacionu poziciju zauzima labilni molekul vode.
Treatman sa helacinim agensima, kao što je EDTA, dovodi do kompletne inaktivacije. EDTA je metalni helator koji uklanja cink, koji je esencijalan za aktivnost. Ove enzime isto tako inhibira helator ortofenantrolin.

## Klasifikacija
Postoje dve podgrupe metaloproteinaza: 
- Egzopeptidaze, metaloegzopeptidaze (EC broj: 3.4.17).
- Endopeptidaze, metaloendopeptidaze (3.4.24). Neke od dobro poznatih metaloendopeptidaza su ADAM proteini i matrične metaloproteinaze.

U MEROPS bazi podataka peptidazne familije su grupisane po njihovom katalitičkom tipu, prvo slovo označava katalitički tip: A, aspartički; C, cisteinski; G, glutaminsko kiselinski; M, metalo; S, serinski; T, treoninski; i U, nepoznati. Serinske, treoninske i cisteinske peptidaze koriste aminokiseline kao nukleofil i formiraju acilne intermedijere - te peptidaze isto tako mogu da deluju kao trasferaze. U slučaju aspartičnih, glutaminskih i metalopeptidaza, nukleofil je aktivirani molekul vode. U mnogim slučajevima strukturno proteinsko savijanje koje karakteriše klan ili familiju je izgubilo svoju katalitičku aktivnost, ali je zadržalo svoju funkciju u proteinskom prepoznavanju i vezivanju.
Metaloproteaze su najraznovrsnija grupa od četiri glavna proteazna tipa. Više od 50 familija je klasifikovano. Kod tih enzima, divalentni katjon, obično cink, aktivira molekul vode. Metalni jon se zadršava u mestu putem aminokiselinskih liganda, koji su obično u grupama od tri ostatka. Poznati ligandi metala su His, Glu, Asp ili Lys. Za katalizu je neophodan najmanje jedan drugi ostatak, koji deluje kao elektrofil. Među poznatim metaloproteazama, oko polovine sadrži HEXXH motiv, za koji je pokazano putem kristalografskih ispitivanja da formira deo metal-vezujućeg mesta. HEXXH motiv je relativno čest, i strožije je definisan za metaloproteaze kao 'abXHEbbHbc', gde je 'a' najčešće valin ili treonin i formira deo S1 sekcije aktivnog mesta u termolizinu i neprilizinu, 'b' je nenaelektrisani ostatak, i 'c' je hidrofobni ostatak. Prolin se nikad ne nalazi na tom mestu, verovatno zato što bi prekinuo heliksnu strukturu ovog motiva u metaloproteazama.
Metalopeptidaze iz familije M48 su integralni membranski proteini asocirani sa endoplazmatičnim retikulumom i Goldžijevim aparatom. One vezuju jedan jon cinka po podjedinici. Ove endopeptidaze obuhvataju CAAX prenil proteazu 1, koja proteolitički uklanja tri C-terminalna ostatka farnezilisanih proteina. 
Inhibitori metaloproteinaza se sreću kod brojnih morskih organizama, uključujući ribe, glavonošce, mekušce, alge i bakterije.
Članovi M50 metalopeptidazne familije su: sisarski sterol-regulatorni element vezivanja proteina (SREBP) mesta 2 proteaza, i Escherichia coli proteaza EcfE, stupnja IV sporulacije proteina FB.

## Spoljašnje veze
- The MEROPS online database for peptidases and their inhibitors: Metallo Peptidases Архивирано на веб-сајту  (4. април 2017)
- Metalloproteases на 
- Proteopedia: Metalloproteases

Ovaj artikal sadrži tekst iz javnog vlasništva Pfam i InterPro IPR008915